# Col de Riou
Le col de Riou est un col de montagne pédestre des Pyrénées à 1 949 mètres d'altitude dans le département français des Hautes-Pyrénées en Occitanie.
Il relie la vallée de Cauterets, à l'ouest, au pays Toy.

## Toponymie
En occitan, riou signifie « cours d’eau, ruisseau ».

## Géographie
Le col de Riou est situé entre le pène Nère (2 058 m) au nord et le soum des Aulhères (2 168 m) au sud, il est situé sur le GR10.

## Histoire
On peut trouver à une soixantaine de mètres au nord un bâtiment en ruine qui était l’hôtellerie du Col de Riou jusqu’en 1944.

## Protection environnementale
Le col fait partie d'une zone naturelle protégée, classée ZNIEFF de type 1 et de type 2.

## Voies d'accès
Le versant ouest est accessible depuis Cauterets, par le sentier de la reine Hortense ; sur le versant est, depuis la partie nord de la station de Luz-Ardiden.